# Jan Prochyra

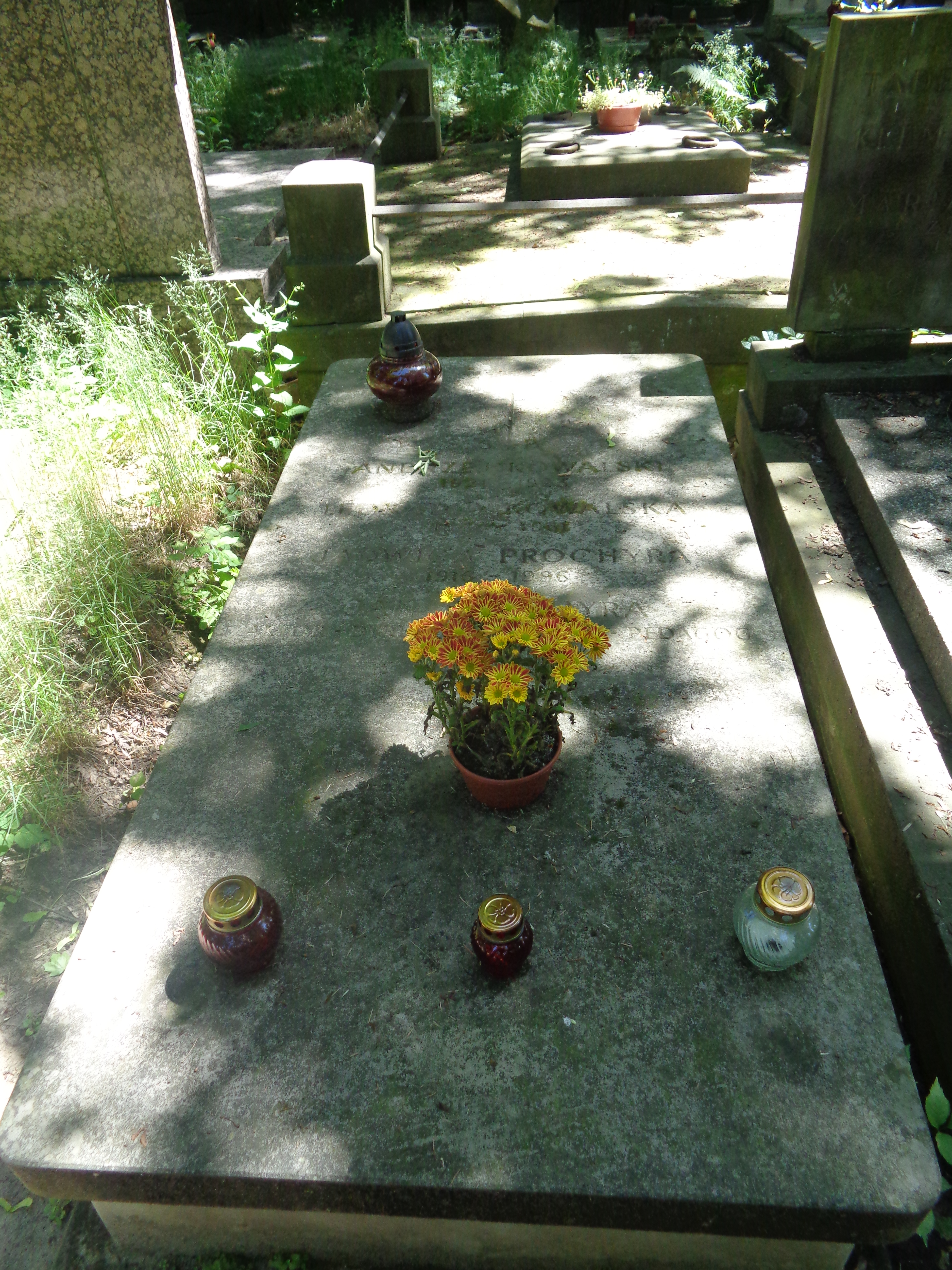
Grób Jana Prochyry na cmentarzu Powązkowskim

Jan Prochyra (ur. 2 grudnia 1948 w Krakowie, zm. 20 maja 2015 w Warszawie) – polski aktor teatralny, filmowy oraz reżyser sztuk teatralnych.

## Życiorys
Ukończył studia na PWST w Krakowie w 1974 roku. Dzieciom znany szczególnie jako Kłapouchy, Baloo czy Obelix. Grał w Teatrze Ateneum i Teatrze Kwadrat. Laureat wyróżnienia II Festiwalu Polskich Filmów i Widowisk Telewizyjnych w Olsztynie za rolę tytułową w widowisku „Obłomow” w roku 1974. Był dyrektorem artystycznym Teatru Rampa w Warszawie.
Zmarł 20 maja 2015 roku. Został pochowany na cmentarzu Powązkowskim w Warszawie (kwatera 87-4-22).

## Filmografia

### Aktor
- 1971: Milion za Laurę jako syn górala kupującego kradzione drewno
- 1971: Uciec jak najbliżej
- 1976: Dagny jako Gabryjelski, wielbiciel Przybyszewskiego
- 1976: Próba ciśnienia
- 1977: Wakacje
- 1978: Zmory jako Raciaty
- 1978: Gra o wszystko
- 1980: Mniejsze niebo jako Karol, znajomy Filipa
- 1980: Nasze podwórko jako lekarz
- 1981: Wielka majówka jako handlowiec
- 1981: Przypadki Piotra S.
- 1983: Lata dwudzieste... lata trzydzieste... jako cyrkowiec w domu Krzyżtoporskiego
- 1983: Na straży swej stać będę jako „Gruby”
- 1983: Stan wewnętrzny jako pracownik biura projektów
- 1983: Złe dobrego początki... jako Potrawa, przewodniczący rady narodowej
- 1984: Fetysz jako Rudy
- 1984: Trzy młyny jako Łowiecki
- 1984: Kobieta w kapeluszu jako Zdzisio, syn starej kobiety
- 1984: Rozalka Olaboga jako nauczyciel
- 1985: Lubię nietoperze jako Grześ Peruka
- 1985: Problemat profesora Czelawy jako sutener Romaszko
- 1986: Nad Niemnem jako Bolesław Kirło
- 1986: Magma
- 1986: Kurs na lewo jako urzędnik
- 1989: Stan strachu jako major SB przesłuchujący Małeckiego
- 1990: Korczak jako Gancwajch
- 1991: Cynga jako zwolennik komunizmu, współwięzień Andrzeja we Lwowie
- 1992: Lekarz miłości jako Edward Jabłonowicz
- 1993–1994: Bank nie z tej ziemi jako dyrektor zakładów zbrojeniowych w Rylcu
- 1993: Przypadek Pekosińskiego
- 1993: Tylko strach jako głodujący „przeciwko wszystkim”, bohater reportażu Katarzyny
- 1994: Panna z mokrą głową jako złodziej w dworku Borowskich
- 1995: Opowieść o Józefie Szwejku i jego drodze na front jako pan Wendler
- 1995: Anioł śmierci (Blood of the Innocent) jako Zelepukhin
- 1995: Pułkownik Kwiatkowski jako pułkownik Kawałek, oficer w hotelu „Polonia”
- 1995: Cwał jako UBek przesłuchujący matkę Huberta
- 1995: Prowokator jako lekarz więzienny
- 1997: Prostytutki jako mężczyzna przy barze w „Gejszy”
- 1998: Niemcy (Germans) jako Schultz
- 1999: Przygody dobrego wojaka Szwejka jako pan Wendler
- 1999–2005: Lokatorzy jako Jakub Górecki (odc. 41, 102, 106, 112, 130 i 145)
- 2000: Bajland jako lekarz pogotowia
- 2000: Sukces jako Magalik
- 2000: Duża przerwa jako senator Jan Apoloniusz Ćwiartek
- 2001: Córa marnotrawna jako „Kluskowy”
- 2003: Stara baśń. Kiedy słońce było bogiem jako Mirsz, ojciec Mili
- 2004: Stara baśń jako Mirsz, ojciec Mili
- 2005: Co słonko widziało jako dziadek
- 2005: Co słonko widziało jako dziadek (odc. 1-3)
- 2010: Fenomen jako dziennikarz
- 2014: Obywatel jako kierownik Towarzystwa Krzewienia Kultury Żydowskiej

### Aktor (udział gościnny)
- 1976: Zezem jako gość na imieninach Górnego
- 1977–1978: Układ krążenia jako doktor Kaczyński, kierownik przychodni (odc. 7)
- 1978: Gra o wszystko
  - Maciejak
  - Asystent działacza partyjnego
  - Mężczyzna na porodówce
- 1980–2000: Dom – mężczyzna na porodówce (odc. 10), asystent działacza partyjnego (odc. 12), Maciejak, administrator domu (odc. 13)
- 1980: Punkt widzenia jako dyrektor oddziału ZUS (odc. 1 i 2)
- 1982: Życie Kamila Kuranta jako wuj Leon (odc. 1, 3 i 6)
- 1984: 07 zgłoś się jako Dudziak, szwagier Szczerbica (odc. 15)
- 1993: Wow jako Hart (odc. 2 i 13)
- 1993: Żywot człowieka rozbrojonego jako mężczyzna na ulicy (odc. 1 i 3)
- 1995: Sukces jako Kanicki, współwłaściciel Fabryki Naczyń Emaliowanych w Spychowie (odc. 8 i 9)
- 1996: Tajemnica Sagali jako kucharz (odc. 11)
- 1997: Boża podszewka jako znachor Bartłuk (odc. 1)
- 1999: Palce lizać jako Jurgens
- 2000–2001: Przeprowadzki jako kucharz (odc. 5)
- 2000–2001: Adam i Ewa jako bezdomny
- 2004: Sąsiedzi jako Jakub Górecki (odc. 53), gwiazdor-aktor Cyprian Korzeniowski (odc. 111)
- 2004–2005: Kryminalni jako „Fidel” (odc. 26, 64 i 65)

## Polski dubbing
- 1966: Kubuś Puchatek i miododajne drzewo jako Kłapouchy
- 1967: Asterix Gall jako Obelix
- 1968: Asterix i Kleopatra jako Obelix
- 1968: Wiatrodzień Kubusia Puchatka jako Kłapouchy
- 1953: Piotruś Pan jako Fajtek
- 1973: Robin Hood jako mały John
- 1977: Przygody Kubusia Puchatka jako Kłapouchy
- 1985: Asterix kontra Cezar jako Obelix
- 1986: Asterix w Brytanii jako Obelix
- 1987–1990: Kacze opowieści (stara wersja dubbingowana) jako król Wichracz w drodze do Itakwaki (22)
- 1988: Oliver i spółka jako Francis
- 1989: Wielka bitwa Asteriksa jako Obelix
- 1989–1992: Brygada RR jako wódz plemienia, do którego należała Lawinia (sobowtór Gadżet)
- 1990–1994: Szczenięce lata Toma i Jerry’ego jako Clyde
- 1990–1994: Super Baloo jako Baloo
- 1991: Hook jako 
  - Smee,
  - Sprzątacz
- 1991: Powrót króla rock and rolla jako Pinky
- 1992–1993: Goofy i inni jako Pete
- 1993: Do widzenia wczoraj. Dwie krótkie komedie o zmianie systemu jako Dubbing Władysława
- 1996: Miki Mol i Straszne Płaszczydło jako Świetlik
- 1996: Morderstwo na polu golfowym jako inspektor Giraud
- 1998: Rudolf czerwononosy renifer jako Święty Mikołaj
- 1998–1999: Renata (serial animowany) jako Dziadek Renaty
- 1999: Laboratorium Dextera: Wyprawa w przyszłość
- 1999: Asterix i Obelix kontra Cezar jako Asparanoix
- 2000: Tygrys i przyjaciele jako Kłapouchy
- 2001: Kubusiowe opowieści jako Kłapouchy
- 2003: Maleństwo i przyjaciele jako Kłapouchy
- 2003: Księga dżungli 2 jako Baloo
- 2003: Prosiaczek i przyjaciele jako Kłapouchy
- 2004: W 80 dni dookoła świata jako lord Salisbury
- 2005: Kubuś i Hefalumpy jako Kłapouchy
- 2006: Kacper: Szkoła postrachu jako Fatso
- 2007: Moi przyjaciele – Tygrys i Kubuś jako Kłapouchy
- 2011: Kubuś i przyjaciele jako Kłapouchy
- 2013: Hobbit: Pustkowie Smauga jako władca Miasta nad Jeziorem
- 2014: Hobbit: Bitwa Pięciu Armii jako władca Miasta nad Jeziorem
- 2015: Paddington jako wujek Pastuzo